# Pouvoir politique
Pour les articles homonymes, voir Pouvoir.
 (février 2011).
Si vous disposez d'ouvrages ou d'articles de référence ou si vous connaissez des sites web de qualité traitant du thème abordé ici, merci de compléter l'article en donnant les références utiles à sa vérifiabilité et en les liant à la section « Notes et références ».
Le pouvoir politique est un type de pouvoir qu'une personne ou un groupe de personnes exerce dans une société. 
Ce pouvoir peut-être associé avec la souveraineté, soit le pouvoir de fixer les règles qui s'appliquent à la population sur un territoire donné.
Il existe de nombreuses façons d’exercer un tel pouvoir, la plus évidente étant celle du chef politique officiel d'un État, tel qu'un président, un Premier ministre, un roi ou un empereur. Les pouvoirs politiques ne sont pas limités aux chefs d'État ou aux dirigeants, et l'étendue d'un pouvoir se mesure à l'influence sociale que la personne ou le groupe peut avoir, l'influence pouvant être exercée et utilisée officiellement ou officieusement. 
Dans beaucoup de cas, la sphère de l'influence n'est pas contenue dans un seul État et on parle alors de puissance internationale. Traditionnellement, le pouvoir politique se fonde et se maintient au moyen de la puissance militaire, en accumulant les richesses et en acquérant la connaissance.

## Risque d'abus
L'histoire est remplie d'exemples où le pouvoir politique a été utilisé d’une manière nuisible ou insensée (abus de pouvoir). Ceci se produit, le plus souvent, quand trop de pouvoir est concentré dans trop peu de mains, sans assez de place pour le débat politique, la critique publique, ou d'autres formes de pressions correctives. Des exemples de tels régimes sont le despotisme, la tyrannie, la dictature, etc. 
Pour parer à de tels problèmes potentiels, certaines personnes ont pensé et mis en pratique différentes solutions, dont la plupart repose sur le partage du pouvoir (telles que la démocratie), les limitations du pouvoir d’un individu ou d’un groupe, l’augmentation des droits protecteurs individuels, la mise en place d’une législation ou de chartes (telles que celle des droits de l'homme). 
Montesquieu affirmait que sans un principe permettant de contenir et d'équilibrer le pouvoir législatif, les pouvoir exécutif et judiciaire, il n’y a plus aucune liberté, ni aucune protection contre l'abus de pouvoir. C'est le principe de la séparation des pouvoirs. Pour Henry Kissinger, « Power is the ultimate aphrodisiac » (Le pouvoir est l'aphrodisiaque suprême).